# Onkel Bill. Bill Ramsey singt viele neue Lieder und erzählt lustige Geschichten

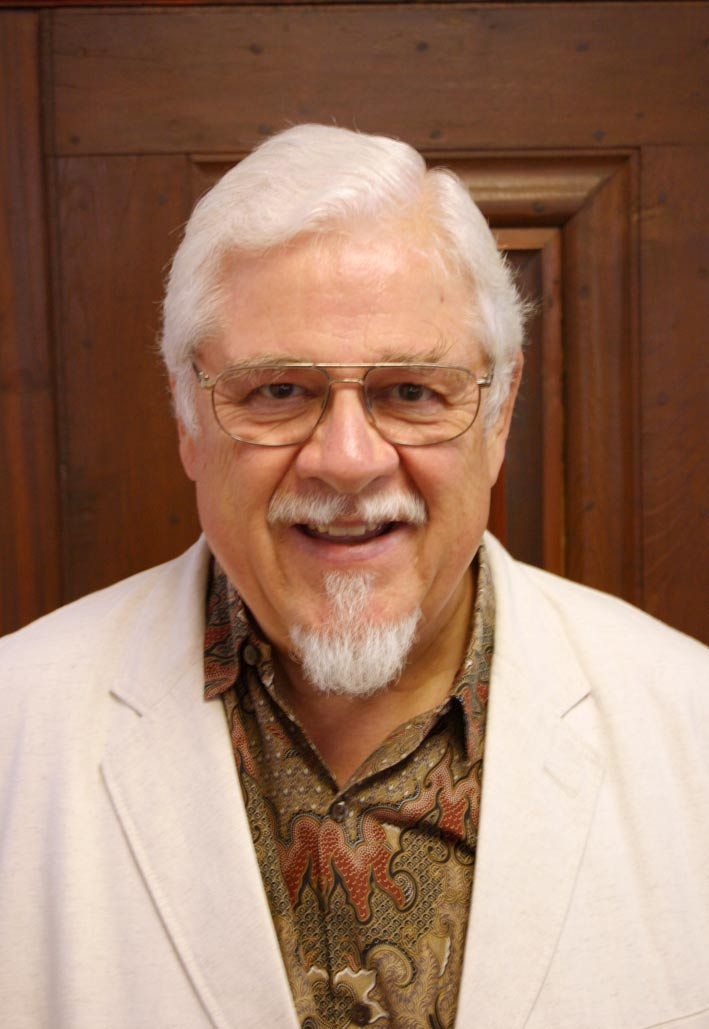
Bill Ramsey

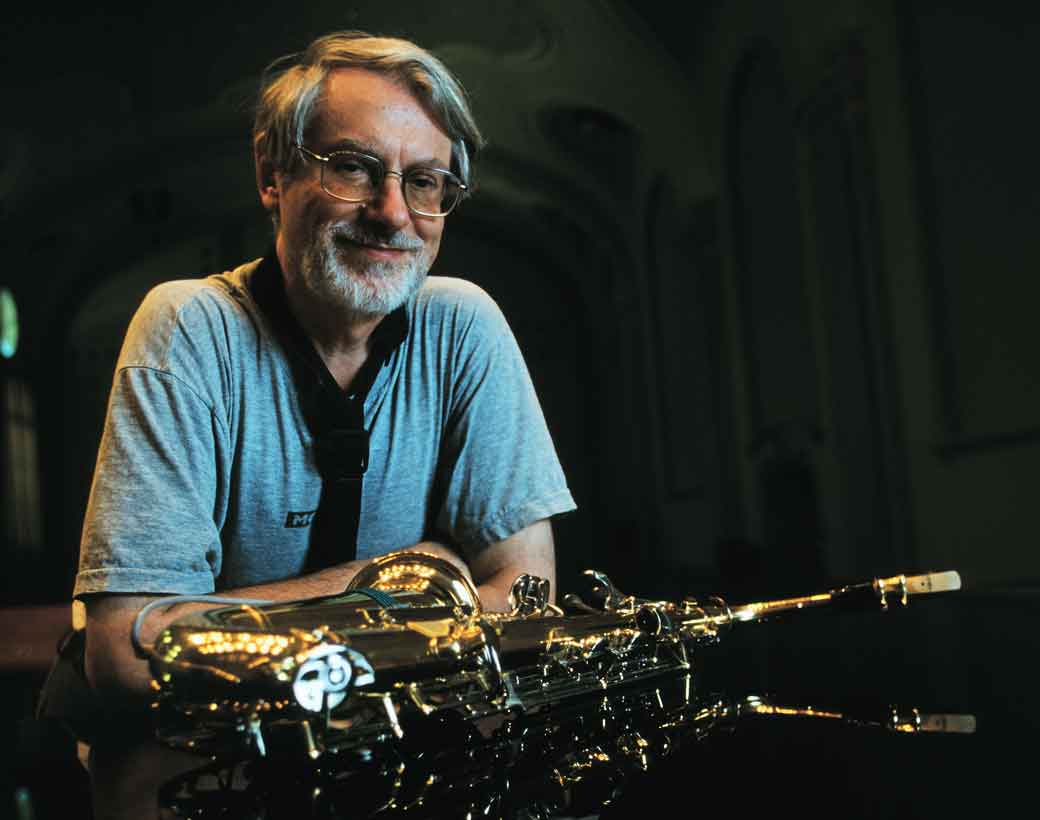
Bruno Spoerri

Onkel Bill. Bill Ramsey singt viele neue Lieder und erzählt lustige Geschichten ist ein Doppelalbum aus dem Jahr 1976. Bei der Schallplatte für Kinder handelt es sich um eine Mischung aus Sprechplatte und Musikalbum. Insgesamt 20 Kinderlieder enthält das Werk als Erstveröffentlichung. Die Kompositionen stammen von einem der wichtigsten Schweizer Jazzmusiker Bruno Spoerri, die Liedtexte wurden von dem Schweizer Kabarettisten Fredy Lienhard verfasst. Sänger und Erzähler des Albums ist der deutsch-amerikanische Schlager- und Jazzsänger Bill Ramsey. Weitere bemerkenswerte Musiker, die an Onkel Bill mitwirkten, waren Renato Anselmi (Bass), Thomas Moeckel (E-Gitarre) und Pierre Favre (Schlagzeug).
Das Album wurde von Ramsey und Spoerri gemeinsam produziert und erschien auf dem Label Intercord.

## Entstehung
Onkel Bill knüpft mit seinem Titelsong Sing ein Lied, Onkel Bill an das Erfolgsalbum aus den 1960er Jahren Sing ein Lied mit Onkel Bill an, übertrifft es aber in seinem Anspruch bei weitem. Ramsey hatte in den 1960er Jahren als Schlagersänger zahlreiche Hits gehabt, und in diesem Stil war auch sein erstes Album mit Kinderliedern gehalten, in den 1970er Jahren hatte er sich aber komplett dem Jazz zugewandt. Ramsey hatte zu dieser Zeit zudem ein zweites Standbein als „Kinderonkel“ im Rundfunk aufgebaut und war dem jungen Fernsehpublikum beispielsweise aus Die Sendung mit der Maus bekannt. Die Zusammenarbeit mit den bedeutenden Schweizer Jazzmusikern kam dadurch zustande, dass Bill Ramsey zu der Zeit der Entstehung in der Schweiz lebte.

## Inhalt
Zwischen den zwanzig Liedern von Spörri/Lienhard finden scheinbar spontane Plaudereien Bill Ramsays mit den Kindern Oliver und Daniel Röhricht, Martin Düwel, Hassan Mohammed und Angela Remuss statt, die auf der Platte auch häufig Refrains mitsingen. Die Mitwirkung eines Kindes aus der zweiten Generation von Arbeitsmigranten in Deutschland der 1960er Jahre im Jahr 1976 ist eine frühe Spur der deutschen Einwanderungsgesellschaft in der Jugendunterhaltung der BRD. Dabei zeigt die Aufnahme keinerlei ausgrenzende Tendenzen oder Problematisierungen wie spätere Produktionen für Jugendliche wie z. B. die Buchreihe TKKG, sondern nimmt die Anwesenheit eines Kindes mit Namen Hassan als Selbstverständlichkeit hin. Ramsey war selbst vor Jahren nach Deutschland eingewandert. Der Tontechniker Hans Joachim Herwald ist in seiner Funktion als Tonmeister ein weiterer Gesprächspartner auf der Aufnahme.

## Titelliste
1. Sing ein Lied, Onkel Bill
2. Aber ein Limurger Käääse
3. Was hat der Koch in der Pfanne?
4. Das Känguruh
5. Das Krokodil
6. Was tut meine Tante, meine Tante, im Zoo?
7. Der Floh im Zoo
8. Das Lama – das ist ein Drama
9. Hansi und Junker
10. Die Kirchenmaus
11. Ein großer, dicker Spatz
12. Ameise und Kohlmeise
13. Der Papagei
14. Fremdsprachen
15. Der Quak-Frosch
16. Der Tausendfüßler
17. Ein A-Horn und ein B-Horn
18. Bücherwurm und Holzwurm
19. Das Schachfigurenkabinett
20. Götz von Berlichingen

Die jazzorientierten Kinderlieder erinnern zum Teil auch textlich an die großen Schlagererfolge Ramseys, wie Pigalle oder Wumba-Tumba Schokoladeneisverkäufer, sind aber musikalisch oft komplexer.